# Kenneth Eather
Kenneth William Eather (6 juillet 1901 - 9 mai 1993) est un officier supérieur de l'armée australienne qui a servi pendant la Seconde Guerre mondiale. Eather a dirigé un bataillon lors de la bataille de Bardia, une brigade lors de la campagne de la piste Kokoda et une division lors de la campagne de Nouvelle-Bretagne. 
Il fut le dernier officier australien à être promu au grade de major général pendant la Seconde Guerre mondiale. À sa mort en 1993, il fut le dernier général australien survivant de la guerre.